# 楊秉
楊秉（92年—165年），字叔節，弘農郡華陰縣人（今陝西華陰東），東漢時期政治人物。楊秉是楊震之子，為「銜環」典故所指的「四世太尉，德業相繼」的第二代，以清廉著稱。

## 生平
漢桓帝即位時，以講解尚書被徵招，拜太中大夫、左中郎將，遷侍中、尚書。桓帝微行，某天大風拔樹，白晝昏暗，楊秉便上疏勸諫，遭桓帝駁回，楊秉便稱病退官。太尉黃瓊甚感憐惜，勸楊秉留在京中，當時大將軍梁冀位高權重，日益驕亂。元嘉二年（152年），梁冀被誅，楊秉復職，乃拜太僕，遷太常。
延熹三年（160年），白馬令李雲上諫受罰，楊秉力爭其無罪沒有成功，遂免官。同年冬天又復官，拜河南尹。後因中常侍單超之弟單匡犯罪並賄賂友人刺殺兗州從事衛羽。事後事件曝光被楊秉知道，單匡怕楊秉追問此事便偷使友人越獄。尚書責備楊秉，並使其服勞役刑。之後被赦出。因泰山太守皇甫規力薦楊秉，於是又復職，拜太常。
延熹五年（162年），代劉矩為太尉。當時宦官方熾擅任子弟友人為官，朝野怨之。楊秉同司空周景上疏勸桓帝罰之，桓帝從之，匈奴中郎將燕瑗、青州刺史羊亮、遼東太守孫諠等五十餘人，或死或免，天下無不肅然。故每次朝廷有得失，楊秉必盡諫言且多為桓帝採用之。他在世時，宦官勢力其打擊之下，一度失勢；但他一死，延熹九年（166年）即發生黨錮之禍；東漢也從此走向衰弱。
楊秉自言：「我有三不惑：酒，色，財也。」

## 家庭

### 子
- 楊賜